# 継続犯
継続犯（けいぞくはん）とは、刑法学上の概念、用語の一つである。犯罪が既遂となった後も、違法の状態が継続するような犯罪を言う。その典型例としては監禁罪、不退去罪、凶器準備集合罪等があるとされる。
違法状態が継続している以上、それに加担したものには共犯の成立が問題になり（ただし承継的共同正犯の問題が生じる）、被害者は加害者に対し正当防衛することができ、また第三者に対し緊急避難をすることができる。また、公訴時効の進行は違法状態が終了したときから始まる。